# Patellaspitzensyndrom
Das Patellaspitzensyndrom (en: jumper’s knee) ist ein erworbener, schmerzhafter Reizzustand am unteren Pol der Kniescheibe (lat.: Patella); es handelt sich um eine Enthesiopathie am Ursprung der Kniescheibensehne, die eigentlich ein Band ist (lat.: Ligamentum patellae).

## Ursachen
Hervorgerufen wird die Erkrankung durch eine akute oder chronische Überlastung mit gleichzeitiger Kniebeugung und damit Abknickung am Sehnenansatz. Am häufigsten sind Sportler betroffen, die viel springen (z. B. Volleyball, Basketball, Handball, Weitsprung, Hochsprung) – daher ist im Englischen die Bezeichnung jumper’s knee gebräuchlich. Auch Kniebeugen beim Hanteltraining oder beim Tennisspielen kann eine solche Überlastung darstellen.
Auch eine verkürzte Beinmuskulatur, ein Achsenfehler des Beins, eine Beinlängendifferenz oder eine angeborene Bandschwäche wirken prädisponierend.

## Symptome

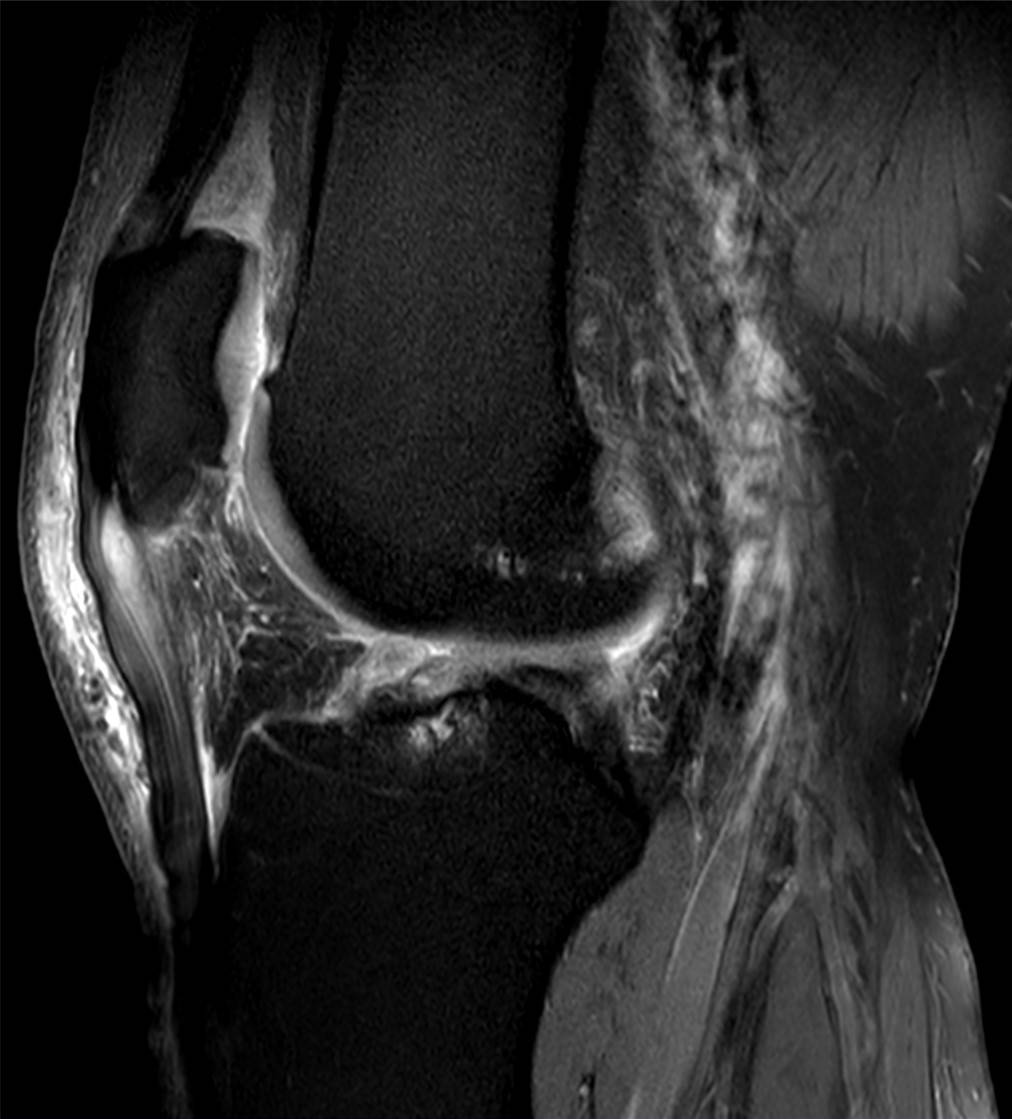
Kernspintomografie bei Patellaspitzensyndrom: Die veränderten Areale sind deutlich heller / signalreicher.

Bei entsprechender sportlicher Belastung kommt es am unteren Pol der Kniescheibe zu Schmerzen wechselnder Intensität – oft bei Beginn im Sinne eines Anlaufschmerzes, aber auch, bei Fortschreiten der Entzündung, im Alltag, etwa beim Treppensteigen oder jeder anderen Streckung des Kniegelenks gegen Widerstand.
Die Region schmerzt auf Druck. Eine Rötung oder Schwellung sind selten sichtbar. Die Ultraschalluntersuchung kann eine Verdickung der Sehne und eine Umgebungsentzündung zeigen. In der Kernspintomografie findet sich zudem ein Ödem des Sehnenansatzes, teilweise kann sich auch ein Knochenmarködem an der Patellaspitze ausbilden. Das konventionelle Röntgenbild ist dagegen anfänglich meist unauffällig, dient aber zum Ausschluss anderer Erkrankungen, wie etwa der Larsen-Johansson-Krankheit oder des Morbus Osgood-Schlatter. Beide verursachen ähnliche Symptome. Später können sich Unregelmäßigkeiten der Knochenkontur an der Patellaspitze und Kalzifikationen in Sehnenansatz zeigen.

## Therapie
In erster Linie gilt es vorzubeugen. Überlastungen sollten durch sinnvolle Dosierung vermieden werden. Vor dem Sport sollten Aufwärm- und Dehnungsübungen erfolgen, danach ausreichende Pausen.
Zur Therapie sind Schonung und vorsichtige Muskeldehnung sinnvoll. Weiterhin kommen Physiotherapie und physikalische Therapie mit Eiseinreibungen, Ultraschall oder Stoßwelle zur Anwendung. Bei Bedarf und Verträglichkeit können entzündungshemmende Medikamente in Form von Salben, Pflaster oder Tabletten zur Anwendung kommen. Cortison-Injektionen sollten nicht in die Sehne erfolgen, allenfalls in das sehnennahe Gewebe, und nicht häufiger wiederholt werden, da sie mit einem Risiko für Sehnenrisse verbunden sind.
Eine Orthese („Patellaband“ oder „Patellabandage“), die mit einer über der Sehne zentrierten Pelotte lokal Druck am Sehnenansatz ausübt, kann ebenfalls hilfreich sein.